# Adina Pintilie
Adina Pintilie (Bukarest, 1980. január 12. –) román filmrendező, forgatókönyvíró.

## Élete
A bukaresti „Ion Luca Caragiale” Nemzeti Színház- és Filmművészeti Egyetemen végzett filmrendezői szakon 2008-ban. Nu te supăra, dar... című dokumentumfilmjével részt vett a varsói és a locarnói nemzetközi filmfesztiválon, és a lipcsei és a vukovári filmfesztiválon elnyerte a legjobb dokumentumfilmnek járó díjat. Következő dokumentumfilmjét, a Balastiera #186-ot a miami filmfesztiválon a Runner Up díjjal tüntették ki, a trieszti filmfesztiválon pedig külön elismerést nyert.
Első egész estés filmje, a  Nu mă atinge-mă (Ne érints meg) a 2018-as Berlini Nemzetközi Filmfesztiválon Arany Medve díjat nyert.

## Filmjei
| Év   | Cím                   | Rendező | Forgatókönyv | Megjegyzés |
| ---- | --------------------- | ------- | ------------ | ---------- |
| 2003 | Ea                    | Igen    | Igen         | rövidfilm  |
| 2004 | Un fel de singurătate | Igen    | Igen         | rövidfilm  |
| 2004 | Trenuri nepăzite      | Igen    | Igen         | rövidfilm  |
| 2005 | Nea Pintea... model   | Igen    |              | rövidfilm  |
| 2006 | Casino                | Igen    |              | rövidfilm  |
| 2006 | Frica domnului G      | Igen    |              | rövidfilm  |
| 2007 | Nu te supăra, dar...  | Igen    |              | rövidfilm  |
| 2009 | Balastiera#186        | Igen    |              | rövidfilm  |
| 2010 | Oxigen                | Igen    |              | rövidfilm  |
| 2018 | Nu mă atinge-mă       | Igen    | Igen         |            |

## Fordítás
- Ez a szócikk részben vagy egészben  az   Adina Pintilie című román Wikipédia-szócikk ezen változatának fordításán alapul.  Az eredeti cikk szerkesztőit annak laptörténete sorolja fel. Ez a jelzés csupán a megfogalmazás eredetét és a szerzői jogokat jelzi, nem szolgál a cikkben szereplő információk forrásmegjelöléseként.